# Epiglaea pastillicans
Epiglaea pastillicans är en fjärilsart som beskrevs av Morrison 1874. Epiglaea pastillicans ingår i släktet Epiglaea och familjen nattflyn. Inga underarter finns listade i Catalogue of Life.